# 132-й окремий розвідувальний батальйон (Україна)
132-й окремий розвідувальний батальйон (132 ОРБ, в/ч А2298) — підрозділ військової розвідки Збройних сил України у складі Десантно-штурмових військ, сформований у 2018 році. Базується у місті Житомир.

## Історія
Створений 29 жовтня 2018 року з метою ведення розвідки в інтересах Десантно-штурмових військ ЗСУ.
У жовтні 2018 року військовослужбовці батальйону посіли друге місце на міжнаціональних змаганнях «Cambrian Patrol» у Великій Британії, учасниками яких були 127 команд із 27 країн. Змагання вважаються одними з найскладніших у Європі та проводяться з 1959 року.
23 жовтня 2021 року військовій частині був вручений бойовий прапор
17 листопада 2022 року батальйон відзначений почесною відзнакою «За мужність та відвагу».

## Структура

### 2021
- управління
- 1 розвідувальна рота
- 2 розвідувальна рота
- рота безпілотних авіаційних комплексів
- рота радіоелектронної розвідки
- зенітний ракетний взвод
- взвод технічного обслуговування
- взвод матеріального забезпечення
- польовий вузол зв'язку

## Командування
- 2018—2020: майор Горпинич Артем Володимирович
- 2020—2022: майор Матіїв Василь Васильович[6]

## Втрати

### 2022
- 20 березня 2022 — Карбовський Дмитро Олексійович, снайпер 2 категорії, розвідник 2-го розвідувального відділення. Загинув під Овручем.[7]
- 2 травня 2022 — Мехеда Андрій («Тихий»). Загинув під час розвідувального виходу в районі міста Ізюм Харківської області.[8]
- 2 травня 2022 — Заїць Іван, старший лейтенант. Загинув під час розвідувального виходу в Ізюмський ліс на Харківщині.[9]
- 19 травня 2022 — Мазур Олег. Загинув у бою в Ізюмському районі Харківської області.[10]
- 3 липня 2022 — Максим Сизов («Харків»). Поранений 2 липня під час штурмового виходу в районі міста Ізюм Харківської області, помер у шпиталі.[11]

### 2023
- 6 червня 2023 — Доценко Ілля («Грек»). 28 років, м. Сватове на Луганщині. Загинув внаслідок авіаудару в районі села Омельник Запорізької області.[12]
- 12 серпня 2023 — Лубенцов Тимофій Олександрович, бойовий медик. 32 роки, м. Бердянськ, Запорізька область. Загинув в районі н.п. Роботине Запорізької області.[13]
- 26 серпня 2023 — Савлів Ярослав Олександрович («Сява»), молодший сержант, командир розвідувального підрозділу. Загинув у Запорізькій області.[14]

### 2024
- 24 січня 2024 — Харинюк Богдан («Фокс»). 21 рік. Загинув поблизу села Вербове Запорізької області.[15]
- 6 травня 2024 — Прокоф'єв Олексій Вікентійович, солдат, водій. Помер у Військово-медичному клінічному центрі Вінниці.[16]
- 7 вересня 2024 — Олійчук Сергій Сергійович («Лисий»). 11.06.1980, м. Галич.[17]

## Традиції
17 листопада 2022 року 132-й окремий розвідувальний батальйон Десантно-штурмових військ Збройних Сил України указом Президента України Володимира Зеленського відзначений почесною відзнакою «За мужність та відвагу».